# Hugo Gorge
Hugo Gorge (Butovice, República Checa, 31 de enero de 1883 – Viena, 25 de diciembre de 1934) fue un arquitecto austríaco.

## Biografía
Nació en una localidad del norte de Moravia, y tras finalizar sus estudios de enseñanza media en Brno se trasladó a Viena. Estudió en primer lugar en la Universidad Técnica entre 1906 y 1908, y a continuación en la Escuela de Artes Aplicadas de Viena entre 1908 y 1910, donde fue asistente de Oskar Strnad, y en la que previamente había sido alumno de Friedrich Ohmann, quien posteriormente le contrataría como empleado para su estudio. En 1910 obtuvo el Premio de Roma, como reconocimiento a su trabajo, lo que supuso que pudiese gozar de una estancia de 2 años en Roma.
Tras el estallido de la Primera Guerra Mundial se desplazó hasta el frente, siendo enviado a Rusia. A su regreso, el estancamiento que entonces atravesó el sector de la construcción le llevó a que se dedicase durante un tiempo al diseño de mobiliario y objetos, donde obtuvo un gran éxito. Diseñó objetos para la Wiener Werkstätte y otras empresas, lo que le posicionó como uno de los líderes en el desarrollo de mobiliario contemporáneo.
Se unió a la Österreichischer Werkbund y resultado de ello fue su participación en la Werkbundsiedlung de Viena en la que presentó dos casas. También construyó una serie de edificios residenciales y comerciales, encargándose a su vez de la decoración interior de los mismos, en la capital austríaca.
Sus diseños se caracterizan por una gran sencillez, proporciones bien pensadas y una clara disposición de los interiores. Demostraba un sutil empleo del color y una sensibilidad especial para con los materiales.